# Stéle
Stéle is een artistiek kunstwerk in het Amsterdamse Bos, grondgebied Amstelveen, beheer gemeente Amsterdam.
Bij een herinrichting van een bosgedeelte kwam het idee om in het Amsterdamse Bos meer plaats te bieden voor kunst. Het Amsterdams Fonds voor de Kunst schakelde daarop rond 1996 Ulrich Rückriem in voor een plastiek. Deze kunstenaar hangt het minimalisme aan en kwam met een abstract Spaans granieten (Porrino) structuur van circa vijf meter hoog en 30.000 kilo. Het is in oorsprong één blok steen, dat in vijf horizontale delen is gezaagd en van die vijf zijn twee brokstukken opnieuw in tweeën gezaagd. Vervolgens werd het in het Amsterdamse Bos weer is opgebouwd. Het graniet lijkt daarbij geperforeerd, omdat de oorspronkelijke boorgaten niet weggewerkt zijn. Snijden en splijten is een specialisme van de kunstenaar, maar met dat ruwe materiaal kan van alles misgaan; hetgeen de beeldhouwer niet heeft weggewerkt. Het werd in 1999 geplaatst op een plek die de kunstenaar had uitgezocht. Het was daarbij de bedoeling dat het beeld vanwege zijn eenvoud langzaam zou opgaan in de omgeving, dat wordt hier versterkt omdat het tussen de bomen en struiken staat, waarbij korstmossen het beeld groen kleurden. Het staat aan de zuidkant van de Grote Speelweide. 
In het bos staat ook Scheibe van Rückriem uit dezelfde tijd. Van het beeldenpark in het bos kwam niets terecht, alhoewel in de loop der jaren meerdere kunstwerken werden geplaatst. In Waddinxveen staat De Stele van dezelfde kunstenaar.